# 花房正栄
花房 正栄（はなぶさ まさよし）は、安土桃山時代から江戸時代初期にかけての武将。徳川秀忠に仕え御書院番となった。

## 概要
慶長19年（1614年）の大坂冬の陣・翌年の大坂夏の陣では、青山忠俊の配下なり家康方として参戦している。軍功を立てたため、戦後伏見にて黄金を賜り、江戸に帰参した後も武蔵国児玉郡・上野国群馬郡に采地1000石を賜っている。寛永9年（1632年）8月18日に使番に転じた。寛永11年（1634年）5月14日には甲斐国に采地1000石を賜ったが、同16年（1639年）10月4日に46歳で死去した。墓所は本所の法恩寺。